# Ananas Reinette
Ananas Renette es el nombre de la variedad cultigen de manzano (Malus domestica).
Se cree que se originó en los Países Bajos. Informado en 1821. Las frutas son crujientes y jugosas con un sabor perfumado a piña.

## Sinónimos
- "Ananas"
- "Ananas Renette"
- "Ananas-Reinette"
- "Ananasii"
- "Ananasnii renet"
- "Ananasova reneta"
- "Ananasreinette"
- "Ananasrenett"
- "Ananasz renet"
- "Annanas-Reinette"
- "Reinette Ananas"
- "Reinette d'Ananas"
- "Renet d'Ananas"
- "Renetta Ananas".[4]

## Historia
'Ananas Renette' proviene de los países del Benelux y se cultiva en Renania desde 1820. Es una variedad clásica en el jardín de la casa, ya que es una buena manzana económica (para exprimir, enlatar, cocinar, hornear, etc.) y una buena fruta de mesa para consumo directo. Los frutos del reno de piña con su aroma especial y típico (jugoso y aromático) siguen siendo bastante pequeños. Maduran a mediados y finales de octubre y se pueden disfrutar hasta febrero si se almacenan adecuadamente. Las frutas desarrollan un intenso aroma a piña en un ambiente cálido.
'Ananas Renette' se cultiva en la National Fruit Collection con el número de accesión: 1947 - 074 y Accession name: Ananas Reinette.
'Ananas Renette' se ha utilizado como parental-madre en la obtención de las variedades de manzanas:
- Freiherr von Berlepsch
- Von Zuccalmaglios Renette
- Ernst Bosch

'Ananas Renette' se ha utilizado como parental-padre en la obtención de las variedades de manzanas:
- Slavyanka[4]

## Características
Los frutos del 'Ananas Renette', es una manzana bastante pequeña, cónica alargada, con una delgada piel amarilla que tiende al verde, salpicada de marrón y gris.

## Hábito del árbol
El árbol es susceptible a mildiu polvoriento y cáncer de árboles frutales y reacciona a las condiciones climáticas secas con la formación de frutos muy pequeños y poco aromáticos. El árbol muestra un crecimiento débil y necesita una mayor calidad del suelo.
Recomendado para el huerto familiar, irrelevante en el cultivo comercial de frutas en la actualidad.